# Château de Portets

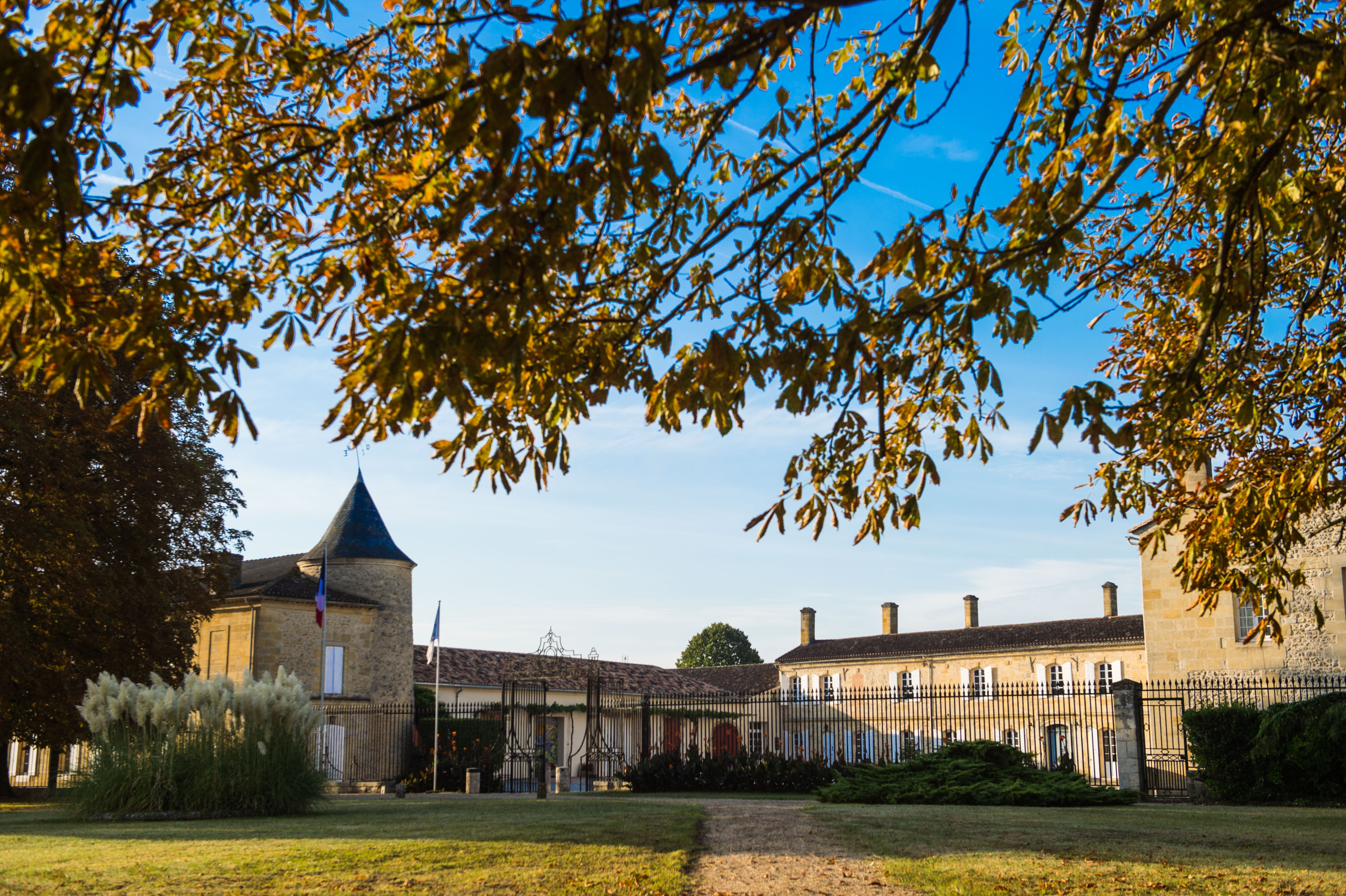

Le château de Portets est un bâtiment implanté sur le site d'une ancienne forteresse, situé à Portets, en Gironde. Il est le point central d'un domaine viticole de 30 ha situé dans l'appellation d'origine contrôlée des graves.

## Histoire
Du XIIe au XVIe siècle, la baronnie de Portets exerce ses droits sur ses terres. Situé au sein du bourg de Portets, le château occupe dès l’époque médiévale une place prédominante. Ses seigneurs lui donnent une vocation viticole qu’ils ne cessent de développer. Du XVIe au XVIe siècle[Quand ?], la famille bordelaise « de Gascq », connue pour ses activités politiques et culturelles, dirige le domaine. Puis le château est vendu à la famille Séguineau de Lognac, qui reste propriétaire de Portets jusqu’à la fin du XIXe siècle.
Le 31 juillet 1808, avant d'arriver à Bordeaux, Napoléon et Joséphine ainsi que sa suite, ont fait une halte au château de Portets. Au désappointement de l'Empereur les bateaux avancent trop lentement, victimes de la marée et des vents contraires. Les souverains décident alors de faire une halte au château de Portets.
En 1956, le château est acheté par Jules et Héloïse Théron à leur retour du territoire d’Oran en Algérie. Il est aujourd’hui dirigé par Marie-Hélène Yung Théron.
Le château de Portets est inscrit au titre des monuments historiques, depuis le 29 avril 2013.

## Vignoble
Aujourd’hui le vignoble de 30 hectares d’un seul tenant constitue le graves rouge et le graves blanc de Château de Portets. L’encépagement pour les vins rouges est composé de deux cépages, merlot (55 %) et cabernet sauvignon (45 %) ; celui des vins blancs est composé de trois cépages : sémillon (60 %), sauvignon (30 %) et muscadelle (10 %). 